# Medamothi Planum
Medamothi Planum est une possible plaine de « cryolave » située sur le satellite Triton de la planète Neptune par 3,5° N et 69° E.

## Géographie et géologie
Bordée à l'ouest par Cipango Planum et au sud par Abatos Planum, cette région présente l'apparence d'une nappe de matériaux à surface lisse et reliefs adoucis interprétée comme une plaine de « cryolave », équivalente, sur un astre gelé comme Triton, aux plaines de lave rencontrées par exemple sur Mars, telles que Syrtis Major Planum, Hesperia Planum ou encore Malea Planum.
La nature de cette « cryolave » est inconnue, mais il pourrait s'agir de glace d'eau avec de l'ammoniac jouant le rôle d'antigel — par exemple du dihydrate d'ammoniac NH3·2H2O — avec diverses impuretés organiques et minérales donnant à l'ensemble une viscosité variable, comparable à celle de laves basaltiques, voire siliceuses.